# Rubber Soul
Rubber Soul (englisch für ‚Gummiseele‘ [als Wortspiel]; vgl. rubber sole = ‚Gummisohle‘)  ist das sechste Studioalbum der britischen Gruppe The Beatles. Es wurde im Dezember 1965 in Großbritannien veröffentlicht. In Deutschland ist es einschließlich der Kompilationsalben ihr zehntes Album. In den USA wurde eine abgewandelte Version des Albums veröffentlicht. Das Album erreichte in zahlreichen Ländern die Spitze der Charts. Die britische Version von Rubber Soul wurde in den USA im Juli 1987 als CD veröffentlicht.

## Entstehung

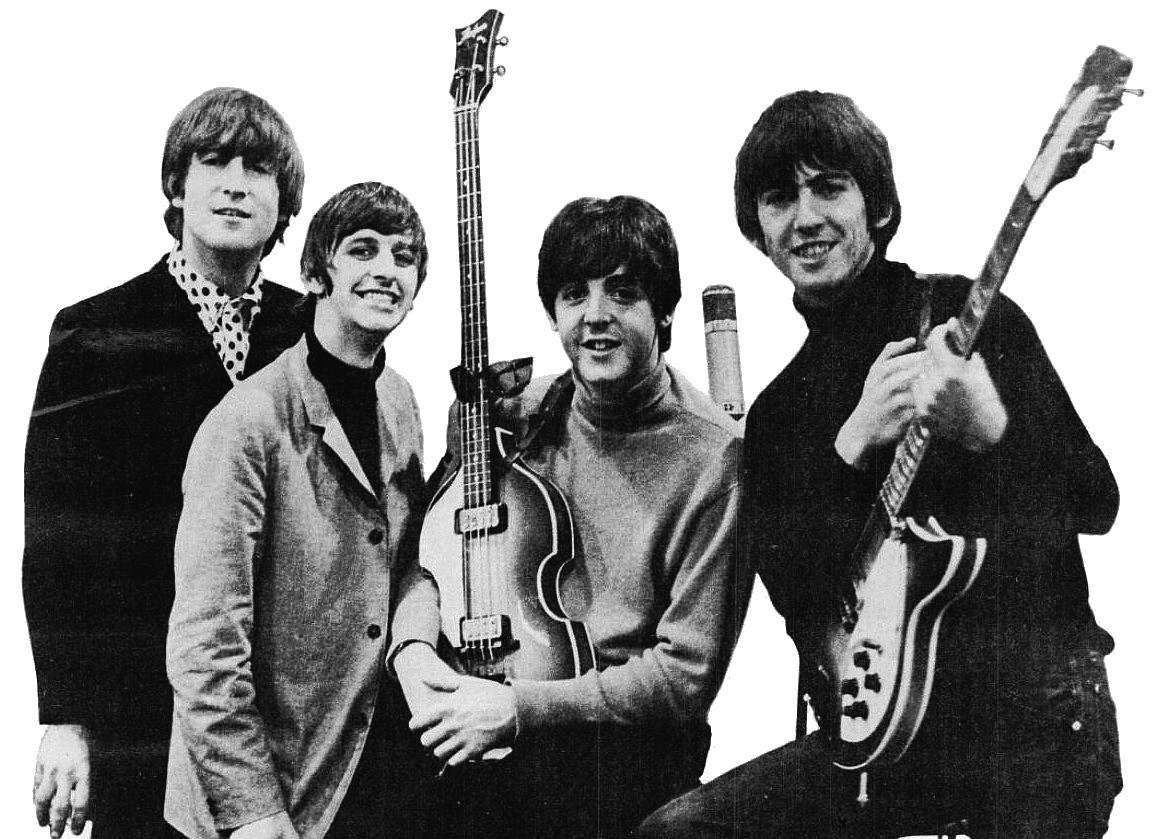
The Beatles, 1965

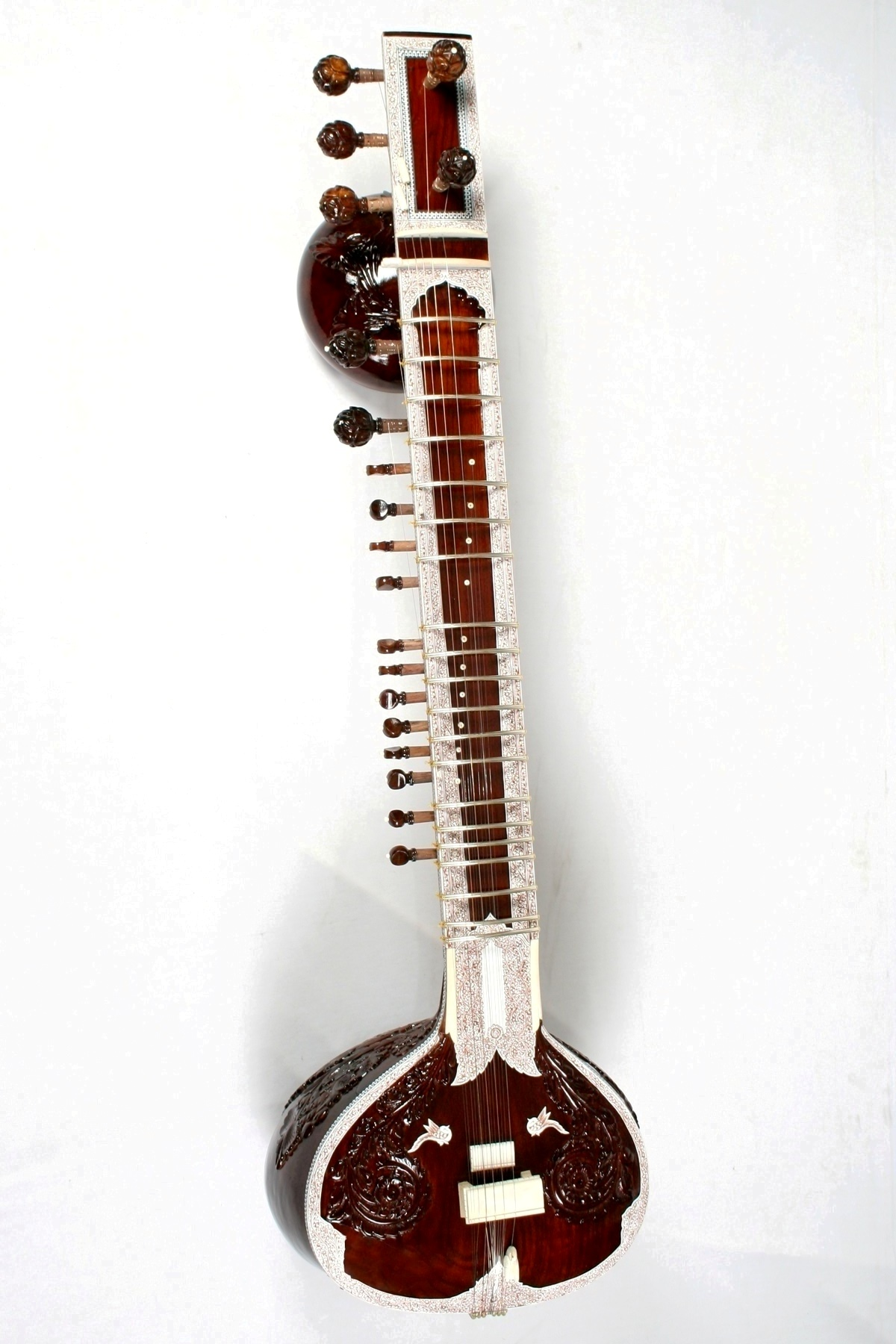
Sitar

1965 veröffentlichten die Beatles letztmals zwei Studioalben in einem Jahr. Nachdem Help! im August veröffentlicht worden war, erschien das Nachfolgealbum Rubber Soul im Dezember 1965 rechtzeitig zum Weihnachtsgeschäft.
Der Titel des Albums geht angeblich auf eine Bemerkung von Paul McCartney zurück, der sich über die zunehmende Begeisterung der Briten für Soulmusik amüsierte. McCartney bezog sich dabei vermutlich auf die abschätzige Bezeichnung plastic soul, die US-amerikanische Musiker für die britische R&B-Szene verwendeten.
Rubber Soul stellt insofern einen künstlerischen Wendepunkt dar, als die Beatles die vielfältigen Möglichkeiten der Aufnahmetechnik entdeckten und zunehmend selbst über die Technik im Studio bestimmten. George Martin sagte dazu: „Zur Zeit von Rubber Soul waren sie bereit für neue Musikrichtungen. Die Beatles suchten immer nach neuen Möglichkeiten, und es war eine ständige und schöne Kraftanstrengung, sie mit neuen Sachen zu beliefern. Sie freuten sich immer, neue Instrumente auszuprobieren, selbst wenn sie nicht viel von ihnen verstanden.“
Paul McCartney: „George Martin war sehr verständnisvoll, selbst als wir unseren Stil veränderten und psychedelischer oder surrealer wurden.“
Es ist das erste Album der Gruppe, auf dem alle vier als Komponisten vertreten sind, und das zweite nach A Hard Day’s Night, das keine Coverversionen enthält. Zudem spiegelt sich die musikalische Weiterentwicklung der Gruppe sowohl in den Kompositionen und Arrangements wie auch den Texten der Songs wider. Die immer komplexer werdenden Aufnahmen führten dazu, dass die Musik bei Live-Konzerten schwerer reproduzierbar wurde. George Martin sagte über dieses Album, dass es sich von allen bisherigen der Beatles unterscheide, da Rubber Soul keine Sammlung von Singles mehr sei, sondern zum ersten Mal ein Album als Gesamtkunstwerk betrachtet wurde.
John Lennon bezeichnete Rubber Soul in einem Interview als pot album, womit er meinte, dass die Gruppe in dieser Zeit vermehrt Marihuana konsumierte. Er stellte aber auch klar, dass sie ihre Aufnahmen keinesfalls im Rauschzustand gemacht hatten.
Musikalisch ließen sich die Beatles von den aktuellen Musiktrends Folk-Rock und Soulmusik beeinflussen. Auf diesem Album brachten die Beatles neue Instrumente in ihre Musik, zum Beispiel eine Sitar, gespielt von George Harrison, in Norwegian Wood (This Bird Has Flown), es war der erste Popsong, bei dem eine Sitar zu hören war.
Elf Lieder des Albums wurden von John Lennon und Paul McCartney geschrieben, bei What Goes On war neben Lennon/McCartney auch Ringo Starr beteiligt, und so wurde die Autorenangabe Lennon/McCartney/Starkey damit einzigartig im Repertoire der Band. Die Lieder Think for Yourself und If I Needed Someone stammen von George Harrison. Das Album zeigt auch die textliche Weiterentwicklung der Lennon/McCartney-Kompositionen, wie bei den Liedern In My Life, Nowhere Man und Norwegian Wood (This Bird Has Flown). Bei dem Lied The Word wurde erstmals von den Beatles Liebe in einem Lied als fiktives Konzept textlich erfasst. Bei den Liedern You Won’t See Me und I’m Looking Through You verarbeitete McCartney seine damalige Beziehungskrise zu seiner Freundin Jane Asher.
George Harrison sagte abschließend über das Album: „Rubber Soul war mein Lieblingsalbum, selbst damals. Ich glaube, es war das Beste, was wir gemacht haben, und wir wussten gleich mit Sicherheit, dass wir ein gutes Album machten.“
George Martin produzierte Rubber Soul, obwohl er seit August 1965 nicht mehr bei Parlophone angestellt und seitdem freischaffender Produzent war. Norman Smith war als Toningenieur letztmals an einem Beatles-Album beteiligt, da er neuen Aufgabenbereichen im Musikgeschäft nachging.
Die Aufnahmen für die LP begannen am 12. Oktober 1965, insgesamt wurden während der Sessions 17 Lieder einschließlich der Weihnachtssingle The Beatles Third Christmas Record aufgenommen, von denen 13 für das Album verwendet wurden. Zwei weitere aufgenommene Lieder (Day Tripper und We Can Work It Out) wurden nicht für das Album verwendet, sondern gleichzeitig zum Erscheinungsdatum des Albums am 3. Dezember 1965 als Single (Doppel-A-Seiten) veröffentlicht. Das Lied Wait stammte von den Aufnahmen zum Vorgängeralbum Help!. Das Instrumentallied 12-Bar Original wurde erst im März 1996 auf dem Album Anthology 2 veröffentlicht.
Am 11. November 1965 wurden die letzten Aufnahmen gemacht, die Monoabmischungen erfolgten am 25. Oktober, 9., 11. und 15. November, die Stereoabmischungen am 26. Oktober, 9., 10. und 15. November 1965.
Das Album Rubber Soul stieg am 8. Dezember 1965 in die britischen Charts auf Platz eins ein, wo es zwölf Wochen verblieb. Es war das sechste Nummer-eins-Album der Beatles in Großbritannien. In Deutschland war es das fünfte Album der Beatles, das Platz eins der Hitparade erreichte. Für das Album lagen über 500.000 Vorbestellungen vor. Die Single Day Tripper / We Can Work It Out erreichte ebenfalls Platz eins der britischen Charts und wurde der neunte Nummer-eins-Hit in Großbritannien. In Deutschland wurden noch die beiden Singles Michelle / Girl und Nowhere Man / What Goes On ausgekoppelt. Beide Singles waren in Deutschland Top-Ten-Hits.
Das Album wurde in einer Mono- und in einer Stereoversion veröffentlicht. In Deutschland wurde das Album Rubber Soul ausschließlich in der Stereoabmischung vertrieben.
Die Monoversion des Albums beinhaltet andere Abmischungen der Lieder What Goes On (enthält am Ende des Liedes weniger Gitarrenspiel als die Stereoversion), Drive My Car (die Kuhglocke ist in den Hintergrund gemischt) und Norwegian Wood (This Bird Has Flown) (das hörbare Husten nach der Zeile "to sit anywhere" wurde bei der Stereoversion entfernt).
Weitere – nicht verwendete – Aufnahmeversionen der Lieder Norwegian Wood (This Bird Has Flown) und I’m Looking Through You befinden sich auf dem Album Anthology 2.
Die US-amerikanische Musikzeitschrift Rolling Stone führt Rubber Soul in der Liste „500 Greatest Albums of All Time“ auf Platz fünf.

## Covergestaltung
Zum ersten Mal nahm die Gruppe auch Einfluss auf die Gestaltung des Covers. Das Foto wurde von Robert Freeman aufgenommen. Die perspektivische Verschiebung auf der Aufnahme, die das Cover zeigt, gab Anlass zu Spekulationen, ob damit auf den steigenden Drogenkonsum der Band angespielt werden sollte. Dieser Effekt entstand allerdings mehr versehentlich: Verschiedene Fotoaufnahmen der Band wurden auf eine leere Plattenhülle projiziert, um das Aussehen des Covers zu demonstrieren. Bei einer Aufnahme verzerrte sich die Projektion. Die Beatles waren begeistert und wollten den entstandenen Effekt sofort verwenden.
Paul McCartney sagte zum Cover: „Das Album-Cover ist ein weiteres Beispiel für unsere Weiterentwicklung: das verzerrte Foto. Das war in Wirklichkeit einer dieser kleinen aufregenden Zufälle, die manchmal passieren. Der Fotograf Robert Freeman hatte ein paar Bilder von uns rund um Johns Haus in Weybridge gemacht. Wir hatten unsere neuen Outfits an – die Rollkragenpullover – und machten einfache Nahaufnahmen, wir vier in allen Posen. Zurück in London, zeigte uns Robert die Dias. Er hatte ein Stück Karton in der Größe des Plattencovers und projizierte die Fotos genau darauf, sodass wir sehen konnten, wie sie als Cover wirken würden. Wir hatten gerade das Foto ausgesucht, als der Karton, auf den das Bild projiziert wurde, ein bisschen nach hinten kippte und das Bild in die Länge zog. Es wurde verzerrt, und wir meinten: ‚Das ist es, Rubber S-o-u-l, hey, hey! Kannst du es so machen?‘ Und er sagte: ‚Ja gut. Ich kann es so abziehen.‘ Und das war’s.“

## Titelliste
| Nr. | Lied                                 | Autor            | Leadgesang           | Länge Stereoversion | Länge Monoversion |
| --- | ------------------------------------ | ---------------- | -------------------- | ------------------- | ----------------- |
| 01  | Drive My Car                         | Lennon/McCartney | McCartney            | 2:29                | 2:34              |
| 02  | Norwegian Wood (This Bird Has Flown) | Lennon/McCartney | Lennon               | 2:04                | 2:09              |
| 03  | You Won’t See Me                     | Lennon/McCartney | McCartney            | 3:20                | 3:30              |
| 04  | Nowhere Man                          | Lennon/McCartney | Lennon               | 2:44                | 2:47              |
| 05  | Think for Yourself                   | Harrison         | Harrison             | 2:19                | 2:22              |
| 06  | The Word                             | Lennon/McCartney | Lennon und McCartney | 2:43                | 2:49              |
| 07  | Michelle                             | Lennon/McCartney | McCartney            | 2:42                | 2:40              |

| Nr. | Lied                    | Autor                    | Leadgesang           | Länge Stereoversion | Länge Monoversion |
| --- | ----------------------- | ------------------------ | -------------------- | ------------------- | ----------------- |
| 08  | What Goes On            | Lennon/McCartney/Starkey | Starr                | 2:49                | 2:52              |
| 09  | Girl                    | Lennon/McCartney         | Lennon               | 2:32                | 2:34              |
| 10  | I’m Looking Through You | Lennon/McCartney         | McCartney            | 2:26                | 2:34              |
| 11  | In My Life              | Lennon/McCartney         | Lennon               | 2:26                | 2:30              |
| 12  | Wait                    | Lennon/McCartney         | Lennon und McCartney | 2:15                | 2:18              |
| 13  | If I Needed Someone     | Harrison                 | Harrison             | 2:22                | 2:25              |
| 14  | Run for Your Life       | Lennon/McCartney         | Lennon               | 2:23                | 2:31              |

Die Längen der Lieder basieren jeweils auf den 2009er CD-Versionen.

## Wiederveröffentlichungen
- Am 26. Februar 1987 erfolgte die Erstveröffentlichung des Albums Rubber Soul als CD in Europa (USA: 21. Juli 1987), in einer von George Martin im Jahr 1986 hergestellten digitalen Stereoabmischung. Das Mastering wurde neben George Martin vom Toningenieur der Abbey Road Studios Mike Jarrett überwacht. Der CD liegt ein achtseitiges bebildertes Begleitheft bei.
- Am 9. September 2009 erschien das Album remastert in einer Stereoabmischung, basierend auf der 1987 veröffentlichten Abmischung, als CD und als Teil des The Beatles Stereo Box Sets. Die remasterte Monoversion wurde als Teil der Box The Beatles in Mono, ebenfalls seit 9. September 2009, erhältlich. Die Mono-CD enthält neben der Monoabmischung auch die Original-Stereoversion aus dem Jahr 1965. Die Stereoversion der im Jahr 2009 wiederveröffentlichten CD wurde von Guy Massey und Steve Rooke, die Monoversion von Paul Hicks, Sean Magee, Guy Massey und Steve Rooke remastert. Während die Mono-CD der originalen LP-Version in der Covergestaltung nachempfunden wurde, wurde das aufklappbare CD-Pappcover der Stereoversion von Drew Lorimer neu gestaltet. Weiterhin beinhaltet die Stereo-CD ein 16-seitiges Begleitheft, das neben Fotos von den Beatles, Informationen zum Album von Kevin Howlett und Mike Heatley sowie Informationen zu den Aufnahmen von Allan Rouse und Kevin Howlett enthält. Die CD beinhaltet eine Dokumentation im QuickTime-Format, bestehend aus Videoausschnitten sowie modifizierten Bildern zu den Studiosessions; untermalt durch angespielte Musiktitel, Outtakes oder Studiogespräche des Albums.
- Die remasterte Stereo-Vinyl-Langspielplatte wurde im November 2012 mit dem The Beatles Remastered Vinyl Box Set, die remasterte Mono-Vinyl-Langspielplatte im September 2014 mit der Box The Beatles In Mono veröffentlicht.
- Die Erstveröffentlichung im Download-Format erfolgte am 16. November 2010 bei iTunes, ab dem 24. Dezember 2015 war das Album auch bei anderen Anbietern und bei Streaming-Diensten verfügbar.[6][7]

## Aufnahmedaten
Die Aufnahmen für das Album fanden zwischen dem 12. Oktober und 11. November 1965 fast ausschließlich in den Abbey Road Studios (Studio 2) unter der Produktionsleitung von George Martin statt. Toningenieur der Aufnahmen war Norman Smith, seine Assistenten waren Ken Scott, Ron Pender, Jerry Boys, Graham Platt und Richard Lush.
George Martin spielte bei dem Lied In My Life elektrisches Klavier, bei If I Needed Someone, 12-Bar-Original und The Word steuerte er die Harmonium-Begleitung bei. Mal Evans spielte bei dem Lied You Won’t See Me Hammond-Orgel.
| Nr. | Lied                                 | Aufnahmedaten                                                                           | Besetzung / Gastmusiker | Tonträger (europäische Erstveröffentlichung) |
| --- | ------------------------------------ | --------------------------------------------------------------------------------------- | --- | -------------------------------------------- |
| 01  | Wait                                 | 17. Juni 1965 (Aufnahme während der Help!-Sessions), 11. November 1965 (Fertigstellung) | - John Lennon: Rhythmusgitarre, Gesang - Paul McCartney: Bass, Gesang - George Harrison: Leadgitarre - Ringo Starr: Schlagzeug, Tamburin, Maracas                                                            | Rubber Soul                                  |
| 02  | Run for Your Life                    | 12. Okt. 1965                                                                           | - John Lennon: Akustikgitarre, Gesang - Paul McCartney: Bass, Hintergrundgesang - George Harrison: Leadgitarre, Hintergrundgesang - Ringo Starr: Schlagzeug, Tamburin                                        | Rubber Soul                                  |
| 03  | Norwegian Wood (This Bird Has Flown) | 12. + 21. Okt. 1965                                                                     | - John Lennon: Akustikgitarre, Gesang - Paul McCartney: Bass, Hintergrundgesang - George Harrison: Sitar - Ringo Starr: Tamburin, Maracas, Perkussion                                                        | Rubber Soul                                  |
| 04  | Drive My Car                         | 13. Okt. 1965                                                                           | - John Lennon: Gesang - Paul McCartney: Leadgitarre, Klavier, Gesang - George Harrison: Bass, Hintergrundgesang - Ringo Starr: Schlagzeug, Tamburin, Kuhglocke                                               | Rubber Soul                                  |
| 05  | Day Tripper                          | 16. Okt. 1965                                                                           | - John Lennon: Rhythmusgitarre, Gesang - Paul McCartney: Bass, Gesang - George Harrison: Leadgitarre - Ringo Starr: Schlagzeug, Tamburin                                                                     | Single-A-Seite                               |
| 06  | If I Needed Someone                  | 16. + 18. Okt. 1965                                                                     | - John Lennon: Rhythmusgitarre, Hintergrundgesang - Paul McCartney: Bass, Hintergrundgesang - George Harrison: Leadgitarre, Gesang - Ringo Starr: Schlagzeug, Tamburin - George Martin: Harmonium            | Rubber Soul                                  |
| 07  | In My Life                           | 18. + 22. Okt. 1965                                                                     | - John Lennon: Rhythmusgitarre, Gesang - Paul McCartney: Bass, Hintergrundgesang - George Harrison: Leadgitarre, Hintergrundgesang - Ringo Starr: Schlagzeug, Tamburin - George Martin: elektrisches Klavier | Rubber Soul                                  |
| 08  | We Can Work It Out                   | 20. + 29. Okt. 1965                                                                     | - John Lennon: Akustikgitarre, Harmonium, Hintergrundgesang - Paul McCartney: Bass, Gesang - George Harrison: Tamburin - Ringo Starr: Schlagzeug                                                             | Single-A-Seite                               |
| 09  | Nowhere Man                          | 21. + 22. Okt. 1965                                                                     | - John Lennon: Akustikgitarre, Gesang - Paul McCartney: Bass, Hintergrundgesang - George Harrison: Leadgitarre, Hintergrundgesang - Ringo Starr: Schlagzeug                                                  | Rubber Soul                                  |
| 10  | I’m Looking Through You              | 24. Okt. 1965, 06., 10. + 11. Nov. 1965                                                 | - John Lennon: Akustikgitarre, Hintergrundgesang - Paul McCartney: Bass, Leadgitarre, Akustikgitarre, Gesang - George Harrison: Akustikgitarre - Ringo Starr: Schlagzeug, Tamburin                           | Rubber Soul                                  |
| 11  | Michelle                             | 03. Nov. 1965                                                                           | - John Lennon: Hintergrundgesang - Paul McCartney: Bass, Leadgitarre, Akustikgitarre, Gesang - George Harrison: Hintergrundgesang - Ringo Starr: Schlagzeug                                                  | Rubber Soul                                  |
| 12  | What Goes On                         | 04. Nov. 1965                                                                           | - John Lennon: Rhythmusgitarre, Hintergrundgesang - Paul McCartney: Bass, Hintergrundgesang - George Harrison: Leadgitarre - Ringo Starr: Schlagzeug, Gesang                                                 | Rubber Soul                                  |
| 13  | 12-Bar Original                      | 04. Nov. 1965                                                                           | - John Lennon: Leadgitarre - Paul McCartney: Bass - George Harrison: Leadgitarre - Ringo Starr: Schlagzeug - George Martin: Harmonium                                                                        | Anthology 2                                  |
| 14  | Think for Yourself                   | 08. Nov. 1965                                                                           | - John Lennon: elektrisches Klavier, Hintergrundgesang - Paul McCartney: Bass, Hintergrundgesang - George Harrison: Leadgitarre, Gesang - Ringo Starr: Schlagzeug, Tamburin, Maracas                         | Rubber Soul                                  |
| 15  | The Beatles Third Christmas Record   | 08. Nov. 1965                                                                           | - John Lennon: Sprache - Paul McCartney: Sprache - George Harrison: Sprache - Ringo Starr: Sprache | Flexi-Disk für Beatles-Fanclub-Mitglieder    |
| 16  | The Word                             | 10. Nov. 1965                                                                           | - John Lennon: Rhythmusgitarre, Gesang - Paul McCartney: Bass, Klavier, Gesang - George Harrison: Leadgitarre, Gesang - Ringo Starr: Schlagzeug, Maracas - George Martin: Harmonium                          | Rubber Soul                                  |
| 17  | You Won’t See Me                     | 11. Nov. 1965                                                                           | - John Lennon: Hintergrundgesang - Paul McCartney: Bass, Klavier, Gesang - George Harrison: Leadgitarre, Hintergrundgesang - Ringo Starr: Schlagzeug, Tamburin - Mal Evans: Hammond-Orgel                    | Rubber Soul                                  |
| 18  | Girl                                 | 11. Nov. 1965                                                                           | - John Lennon: Akustikgitarre, Gesang - Paul McCartney: Bass, Hintergrundgesang - George Harrison: Akustikgitarre - Ringo Starr: Schlagzeug                                                                  | Rubber Soul                                  |

## US-amerikanische Veröffentlichung

### Entstehung

The Beatles, 1965

In den USA erschien am 6. Dezember 1965 die US-amerikanische Version des Albums Rubber Soul, es war dort das elfte Album der Beatles und das achte in den USA von Capitol Records veröffentlichte Studioalbum (Introducing… The Beatles wurde von Vee-Jay Records und A Hard Day’s Night wurde von United Artists veröffentlicht, The Beatles’ Story ist ein Dokumentationsalbum), erreichte den ersten Platz der US-amerikanischen Billboard 200 und war somit dort das siebte Nummer-Eins-Album der Beatles. Im Januar 1997 wurde das Album in den USA mit Multi-Platin für sechs Millionen verkaufte Exemplare ausgezeichnet.
Die US-amerikanische Version von Rubber Soul enthält nur zwölf Lieder, von denen zwei, I’ve Just Seen a Face und It’s Only Love, bereits auf der britischen Ausgabe des Albums Help! veröffentlicht worden waren. Die fehlenden Titel (Drive My Car, Nowhere Man, What Goes On und If I Needed Someone) wurden erst im Juni 1966 auf dem für den US-amerikanischen Markt zusammengestellten Album Yesterday and Today veröffentlicht.
Das US-amerikanische Käuferpublikum hatte aufgrund der geänderten Zusammenstellung der Lieder und bedingt durch die akustisch eingespielten Titel den Eindruck, dass es sich bei Rubber Soul um eine Art Folk-Album handeln würde. Erst im Jahr 1987, bei Erscheinen der britischen CD-Version, wurde dem US-Publikum die Originalversion des Albums geläufig.
Das Album wurde in einer Mono- und in einer Stereoversion veröffentlicht.
Bei der Monoversion von Michelle ist die Perkussionbegleitung mehr in den Vordergrund gemischt, das Lied ist etwas länger. Ansonsten wurden bei der Monoausgabe des Albums die britischen Monoabmischungen verwendet.
Die Stereoversion des Liedes I’m Looking Through You wird am Anfang zweimal kurz beendet, bevor das eigentliche Lied beginnt, sodass es ungefähr zehn Sekunden länger ist als die britische Stereoversion.
Die Stereoversion von The Word enthält eine andere Abmischung (gedoppelter Gesang von John Lennon) als die britische Stereoversion.
Die US-amerikanische Version des Albums wurde am 9. Dezember 1965 auch in Kanada in Mono und Stereo veröffentlicht.

### Wiederveröffentlichung
Das US-Album Rubber Soul wurde im April 2006 als Bestandteil der Box The Capitol Albums Vol. 2 erstmals als CD veröffentlicht. Die CD beinhaltet sowohl die Mono- als auch die Stereoversion des Albums. Im Januar 2014 wurde Rubber Soul als Teil der CD-Box The U.S. Albums erneut veröffentlicht, es erschien auch separat. Während bei den Boxen The Capitol Albums Vol. 1 und Vol. 2 die originalen Submaster von Capitol Records und nicht die Original Master der Abbey Road Studios verwendet wurden, wurden für die Alben der The U.S. Albums Box im Wesentlichen die im September 2009 veröffentlichten britischen remasterten Mono- und Stereobänder verwendet. Für die Lieder Michelle (Mono), I’m Looking Through You (Stereo) und The Word (Stereo) wurden neue Abmischungen angefertigt. Das Album ist seit dem 17. Januar 2014 als Download bei iTunes erhältlich.

### Titelliste
Seite 1
| Nr. | Lied                                 | Autor            | Leadgesang           | Länge |
| --- | ------------------------------------ | ---------------- | -------------------- | ----- |
| 01  | I’ve Just Seen a Face                | Lennon/McCartney | McCartney            | 2:25  |
| 02  | Norwegian Wood (This Bird Has Flown) | Lennon/McCartney | Lennon               | 2:01  |
| 03  | You Won’t See Me                     | Lennon/McCartney | McCartney            | 3:18  |
| 04  | Think for Yourself                   | George Harrison  | Harrison             | 2:16  |
| 05  | The Word                             | Lennon/McCartney | Lennon und McCartney | 2:41  |
| 06  | Michelle                             | Lennon/McCartney | McCartney            | 2:40  |

Seite 2
| Nr. | Lied                    | Autor            | Leadgesang           | Länge |
| --- | ----------------------- | ---------------- | -------------------- | ----- |
| 07  | It’s Only Love          | Lennon/McCartney | Lennon               | 2:47  |
| 08  | Girl                    | Lennon/McCartney | Lennon               | 2:30  |
| 09  | I’m Looking Through You | Lennon/McCartney | McCartney            | 2:23  |
| 10  | In My Life              | Lennon/McCartney | Lennon               | 2:24  |
| 11  | Wait                    | Lennon/McCartney | Lennon und McCartney | 2:12  |
| 12  | Run for Your Life       | Lennon/McCartney | Lennon               | 2:18  |

## Chartplatzierungen des Albums
| Album                                            | Album       | Datum der Veröffentlichung | Datum der Veröffentlichung | Datum der Veröffentlichung | Beste Charts-Platzierung | Beste Charts-Platzierung | Beste Charts-Platzierung | Label Katalognr.                             | Label Katalognr.                       | Label Katalognr.          |
| Typ                                              | Titel       | GB                         | US                         | DE                         | GB                       | US                       | DE                       | GB                                           | US                                     | DE                        |
| ------------------------------------------------ | ----------- | -------------------------- | -------------------------- | -------------------------- | ------------------------ | ------------------------ | ------------------------ | -------------------------------------------- | -------------------------------------- | ------------------------- |
| Studioalbum                                      | Rubber Soul | 3. Dez. 1965               | 6. Dez. 1965               | 7. Dez. 1965               | 1                        | 1                        | 1                        | Parlophone PMC 1267 (Mono) PCS 3075 (Stereo) | Capitol T 2442 (Mono) ST 2442 (Stereo) | Odeon SMO 84 066 (Stereo) |
| Studioalbum CD-Erstveröffentlichung              | Rubber Soul | 30. Apr. 1987              | 21. Juli 1987              | Apr. 1987                  | 60                       | –                        | –                        | Parlophone CDP 7 46440 2                     | Capitol CDP 7 46440 2                  | EMI CDP 7 46440 2         |
| Studioalbum Remasterte CD-Wiederveröffentlichung | Rubber Soul | 9. Sep. 2009               | 9. Sep. 2009               | 9. Sep. 2009               | 10                       | 8                        | 75                       | Apple/EMI 3824182                            | Apple/Capitol 3824182                  | Apple/EMI 3824182         |

## Abweichende Veröffentlichungen in anderen Ländern
- In Griechenland wurde das Album Rubber Soul (britische Version) im Januar 1966 in Mono in einem Aufklappcover mit einer eigenständigen Covergestaltung veröffentlicht.[12]
- In Japan wurde die britische Version des Albums im März 1966 in Stereo veröffentlicht. Die Schallplatte wurde auch auf rotem Vinyl gepresst.[13]

## Auskopplungen

### Singles
| Single                     | Datum der Veröffentlichung | Datum der Veröffentlichung | Datum der Veröffentlichung | Beste Charts-Platzierung | Beste Charts-Platzierung | Beste Charts-Platzierung | Label Katalognr. | Label Katalognr. | Label Katalognr. |
| A-Seite / B-Seite          | GB                         | US                         | DE                         | GB                       | US                       | DE                       | GB               | US               | DE               |
| -------------------------- | -------------------------- | -------------------------- | -------------------------- | ------------------------ | ------------------------ | ------------------------ | ---------------- | ---------------- | ---------------- |
| Michelle / Girl            | –                          | –                          | 21. Jan. 1966              | n.v.                     | n.v.                     | 06                       | –                | –                | Odeon O 23 152   |
| Nowhere Man / What Goes On | –                          | 21. Feb. 1966              | 3. März 1966               | n.v.                     | 03 / 81                  | 03                       | –                | Capitol 5587     | Odeon O 23 171   |

### Extended Plays (EPs)
| EP               | EP                                                     | Datum der Veröffentlichung | Datum der Veröffentlichung | Datum der Veröffentlichung | Beste Charts-Platzierung | Beste Charts-Platzierung | Beste Charts-Platzierung | Label Katalognr.   | Label Katalognr. | Label Katalognr. |
| Titel            | Lieder A-Seite / B-Seite                               | GB                         | US                         | DE                         | GB                       | US                       | DE                       | GB                 | US               | DE               |
| ---------------- | ------------------------------------------------------ | -------------------------- | -------------------------- | -------------------------- | ------------------------ | ------------------------ | ------------------------ | ------------------ | ---------------- | ---------------- |
| The Beatles Soul | Michelle; Run for Your Life / Drive My Car; Girl       | –                          | –                          | Feb. 1966                  | n.v.                     | n.v.                     | –                        | –                  | –                | Odeon 41681      |
| Nowhere Man      | Nowhere Man; Drive My Car / Michelle; You Won’t See Me | 8. Juli 1966               | –                          | –                          | –                        | n.v.                     | n.v.                     | Parlophone GEP8952 | –                | –                |

### US-Promotion-EPs
| Titel                              | Inhalt                                                              | Veröff.     | Label Katalognr. |
| ---------------------------------- | ------------------------------------------------------------------- | ----------- | ---------------- |
| Drive My Car (USA-Jukebox-EP)      | Drive My Car/Yesterday/Slow Down/What You’re Doing                  | Anfang 1966 | DOT DE 2489      |
| Run for Your Life (USA-Jukebox-EP) | Run for Your Life/It’s Only Love/You Can’t Do That/A Taste of Honey | Anfang 1966 | DOT DE 7052      |

## Verkaufszahlen und Auszeichnungen
| Land/Region                  | Auszeichnungen für Musikverkäufe (Land/Region, Auszeichnung, Verkäufe) | Verkäufe                                          |
| ---------------------------- | ---------------------------------------------------------------------- | ------------------------------------------------- |
| Argentinien (CAPIF)          | 2× Platin                                                              | 120.000                                           |
| Australien (ARIA)            | Platin                                                                 | 70.000                                            |
| Brasilien (PMB)              | Gold                                                                   | 100.000                                           |
| Deutschland (BVMI)           | Gold                                                                   | 250.000                                           |
| Italien (FIMI)               | Gold                                                                   | 25.000                                            |
| Kanada (MC)                  | 2× Platin                                                              | 200.000                                           |
| Neuseeland (RMNZ)            | Platin                                                                 | 15.000                                            |
| Vereinigte Staaten (RIAA)    | 6× Platin                                                              | 6.000.000                                         |
| Vereinigtes Königreich (BPI) | 2× Platin (2009er)                                                     | 500.000 (1965er Version) 600.000 (2009er Version) |
| Insgesamt                    | 3× Gold · 14× Platin ·                                                 | 7.880.000                                         |